# 12751 Kamihayashi
12751 Kamihayashi là một tiểu hành tinh vành đai chính với chu kỳ quỹ đạo là 1335.5702156 ngày (3.66 năm).
Nó được phát hiện ngày 15 tháng 3 năm 1993.